# Президентські вибори в Хорватії 1992
Президентські вибори в Хорватії 1992 року — перші вибори Президента Хорватії після проголошення незалежності, на яких було обрано Президентом Хорватії Франьо Туджмана з результатом у 57,8% голосів. Явка виборців становила 74,9%. Вибори проводилися 2 серпня 1992 одночасно з парламентськими виборами.

## Результати
| Кандидат                                            | Партія                                      | Голосів | %    |
| --------------------------------------------------- | ------------------------------------------- | ------- | ---- |
| Франьо Туджман                                      | Хорватська демократична співдружність       | 1519100 | 57,8 |
| Дражен Будіша                                       | Хорватська соціал-ліберальна партія         | 585535  | 22,3 |
| Савка Дабчевич-Кучар                                | Хорватська народна партія                   | 161242  | 6,1  |
| Доброслав Парага                                    | Хорватська партія права                     | 144695  | 5,5  |
| Сілвіє Деген                                        | Соціалістична партія Хорватії               | 108979  | 4,1  |
| Марко Веселіца                                      | Хорватська демократична партія              | 45593   | 1,7  |
| Іван Цесар                                          | Хорватська християнсько-демократична партія | 43134   | 1,6  |
| Антун Вуїч                                          | Соціал-демократи Хорватії                   | 18783   | 0,7  |
| Недійсні/утрималися                                 | Недійсні/утрималися                         | 50703   | –    |
| Всього                                              | Всього                                      | 2677764 | 100  |
| Джерело: Nohlen & Stöver, p419; Офіційні результати |                                             |         |      |

## Критика
Вибори розкритикували міжнародні спостерігачі, які відзначили ряд проблем, у тому числі питання доступу опозиції до державних засобів масової інформації, строки виборів і неупередженість посадових осіб. Строки референдуму було визнано вигідними для уряду ХДС, який затримав затвердження виборчого законодавства у порушення нової конституції країни. Проміжок часу між оголошенням виборів і датою самих виборів було розцінено як «незвичайно короткий», що утруднювало своєчасну підготовку до них з боку опозиційних партій і виборчих комісій. До того ж вибори було заплановано на свято, коли значна кількість людей була далеко від своїх домівок і не змогла проголосувати.